# Gobierno del Estado de Sinaloa
El Gobierno del Estado de Sinaloa es la estructura de gobierno del Estado Libre y Soberano de Sinaloa. El estado de Sinaloa, como parte integrante de los Estados Unidos Mexicanos, se constituye en un Estado democrático de derecho, cuyo fundamento y objetivo último es la protección de la dignidad humana y de los derechos humanos. Se compone de tres poderes: Ejecutivo, Legislativo y Judicial.

## Soberanía
La soberanía del Estado reside esencial y originariamente en el pueblo sinaloense, el cual proponga como valores superiores de su orden jurídico y social, la libertad, la igualdad de derechos, la justicia, la solidaridad, el pluralismo político y la diversidad cultural. El Estado de Sinaloa es libre y soberano en su régimen interior, sin más limitaciones que las expresamente establecidas por el Pacto Federal.

## Poder Ejecutivo
El Gobernador Constitucional del Estado, depositario del ejercicio del Poder Ejecutivo es el titular y autoridad máxima de la Administración Pública. Salvo los recursos que expresamente establezcan otras leyes, sus resoluciones serán definitivas e inapelables en la vía administrativa.
Incluye varias Secretarías y dependencias Estatales:
- Oficina del Gobernador
- Fiscalía General
- Secretaría de Turismo
- Secretaría de Administración y Finanzas
- Secretaría de Agricultura y Ganadería
- Secretaría de Desarrollo Económico
- Secretaría de Desarrollo Social
- Secretaría de Obras Públicas
- Secretaría de Educación Pública y Cultura
- Secretaría de Innovación
- Secretaría de Salud
- Secretaría de Seguridad Pública
- Secretaría General de Gobierno
- Secretaría de Transparencia y Rendición de Cuentas
- Secretaría de Pesca
- Secretaría de Desarrollo Sustentable

## Poder Legislativo
Es la asamblea en la que se deposita el ejercicio de elaborar las leyes del Estado. Tiene su residencia en la ciudad de Culiacán Rosales, capital del Estado, donde los Legisladores se reúnen para analizar, discutir, aprobar las leyes, o sus reformas, en el recinto oficial llamado también Salón de Sesiones Públicas del Palacio Legislativo.
El Congreso del Estado es el encargado de elaborar las leyes que se aplican en todo el territorio de Sinaloa. Esta importante función está encomendada a las Diputadas y Diputados locales, representantes del pueblo nombrados mediante el voto de los ciudadanos sinaloenses cada tres años para un período igual.
Se integrará con 40 Diputados, 24 de ellos electos por el sistema de mayoría relativa en distritos electorales uninominales y 16 diputados electos de acuerdo con el principio de representación proporcional mediante el sistema de listas regionales votadas en circunscripciones plurinominales. 
El H. Congreso del Estado de Sinaloa cuenta con las siguientes comisiones:
- Gran Comisión
- Comisión de Puntos Constitucionales y Gobernación
- Comisión de Concertación Política
- Comisión de Hacienda Pública y Tesorería
- Comisión de Desarrollo Social
- Comisión de Administración
- Comisión de Educación Pública y Cultura
- Comisión de Ecología
- Comisión de Desarrollo Agropecuario y Promoción Económica
- Comisión de Comunicaciones y Obras Públicas
- Comisión de Salud y Asistencia Social
- Comisión de la Juventud y el Deporte
- Comisión de Asuntos Obreros y de Trabajo y Previsión Social
- Comisión de Derechos Humanos
- Comisión de Glosa
- Comisión de Vigilancia
- Comisión de las Comunidades y Asuntos Indígenas
- Comisión de Turismo y Pesca
- Comisión de Protocolo y Régimen Orgánico Interior
- Comisión de Honor y Justicia
- Comisión Instructora

Cada una de las comisiones cuenta con un Presidente, un Secretario y tres Vocales.

## Poder Judicial
Poder del estado de Sinaloa, garante y responsable en la impartición y administración de la justicia, con estricto apego a la ley, de manera objetiva, imparcial pronta y expedita. Atendiendo siempre a las demandas de la sociedad y preservando el estado de derecho, para contribuir a la paz y el crecimiento social.
El Supremo Tribunal de Justicia tiene su residencia en la capital del estado, se integra por once magistrados y funcionará en pleno o en salas. Uno de los magistrados será el presidente del Supremo Tribunal de Justicia y no integrará sala durante su encargo.
Los Magistrados del Supremo Tribunal de Justicia son electos por el Congreso del Estado o por la Diputación Permanente, de una terna que le presente el Consejo de la Judicatura. La elección es en escrutinio secreto.
Los nombramientos de los Magistrados del Supremo Tribunal de Justicia serán hechos, preferentemente, de entre las personas que hayan prestado sus servicios con eficiencia y probidad en la administración de justicia o que los merezcan por su honorabilidad, competencia y antecedentes en otras ramas de la profesión jurídica. 
El Poder Judicial del Estado de Sinaloa lo ejerce:
- El Supremo Tribunal de Justicia del Estado
- Las Salas de Circuito
- Los Juzgados de Primera Instancia
- Los Juzgados Menores